# Casal Velino
Casal Velino – miejscowość i gmina we Włoszech, w regionie Kampania, w prowincji Salerno.
Według danych na rok 2004 gminę zamieszkiwało 4578 osób, a gęstość zaludnienia 147,7 os./km².